# الدوري القبرصي الدرجة الرابعة 1987–1988
الدوري القبرصي الدرجة الرابعة 1987–1988 هو الموسم 3 من الدوري القبرصي الدرجة الرابعة ‏. أشرف على تنظيمه اتحاد قبرص لكرة القدم، وفاز فيه إيراكليس جيرولاكو، وAPEAN Ayia Napa ‏، وATE PEK Parekklisias ‏.